# Kejsarinnan Eugénie (diamant)

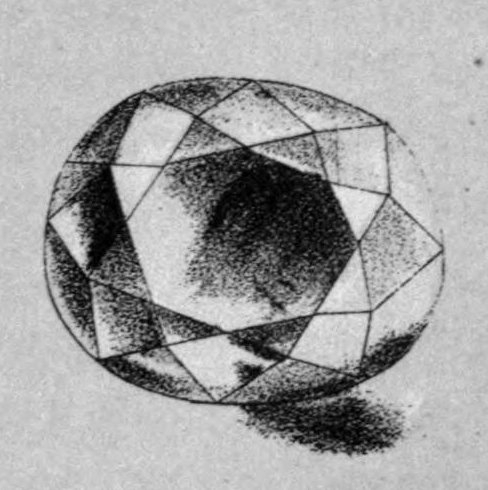

Kejsarinnan Eugénie är en känd diamant, idag i privat ägo.
Diamanten tillhörde kejsarinnan Katarina II av Ryssland, som skänkte den till sin gunstling Grigorij Potemkin. Från dennes familj inköpte kejsar Napoleon III den åt sin hustru Eugénie. Hon sålde den senare till Indien.